# Nguyễn Thanh Vân (đạo diễn)
Nguyễn Thanh Vân (sinh ngày 19 tháng 7 năm 1962) là nhà sản xuất - đạo diễn điện ảnh Việt Nam với những bộ phim xuất sắc giành các giải thưởng lớn trong nước và ở Châu Á như Người đàn bà mộng du, Chuyện tình trong ngõ hẹp, Cây bạch đàn vô danh, Đời cát... Ông đã được trao tặng Giải thưởng Nhà nước năm 2007 và danh hiệu Nghệ sĩ nhân dân năm 2012.

## Tiểu sử
Nguyễn Thanh Vân sinh ngày 19 tháng 7 năm 1962 tại Hà Nội, trong gia đình gốc Thanh Hóa có 3 anh chị em, bố ông là đạo diễn điện ảnh Nguyễn Hải Ninh, mẹ ông là một nhân viên ngân hàng.

## Sự nghiệp
Từ năm 10 tuổi, Nguyễn Thanh Vân đã đi theo bố đến trường quay Vĩ tuyến 17 ngày và đêm xem mọi người làm việc. Năm 1979, Nguyễn Thanh Vân tốt nghiệp cấp 3 trường THPT Lý Thường Kiệt với danh hiệu học sinh giỏi Văn. Trong thời gian chờ kết quả thi đại học, ông được bố gửi theo đạo diễn Khánh Dư vào Nam, và được tham gia sản xuất phim Mẹ vắng nhà khi làm trợ lý trường quay. Nguyễn Thanh Vân thi đỗ vào Trường Đại học Kiến trúc Hà Nội, sau 4 năm học, ông quyết định thi vào khoa Đạo diễn, Trường Đại học Sân khấu - Điện ảnh Hà Nội. Năm 1988, ông tốt nghiệp đại học được tuyển vào biên chế của Hãng phim truyện Việt Nam. Ông làm phó đạo diễn cho bộ phim Tướng về hưu của đạo diễn Nguyễn Khắc Lợi, sau đấy tiếp tục làm phó đạo diễn các phim Đêm hội Long Trì và Kiếp phù du của bố mình.
Năm 1992, Nguyễn Thanh Vân được giao bộ phim đầu tay “Chuyện tình trong ngõ hẹp” và lập tức khẳng định được tài năng đạo diễn của mình khi bộ phim giành giải Khuyến khích do Hội Điện ảnh Việt Nam. Với bộ phim này, ông phải vay mượn bạn bè để có vé tàu hỏa, đi ké một đoàn phom khác để tìm bối cảnh. Sau khi đọc được truyện ngắn “Ba người trên sân ga” của Hữu Phương đăng trên tuần báo Văn nghệ vào năm 1993, Thanh Vân đã nghiền ngẫm chuyển thể tác phẩm trong suốt 3 năm. Đến năm 1996, ông gặp gỡ và cùng nhà biên kịch Nguyễn Quang Lập xây dựng kịch bản thành bộ phim Đời cát. Cũng trong năm này bộ phim điện ảnh thứ hai của ông là Cây bạch đàn vô danh giành được giải Bông sen Bạc tại Liên hoan phim Việt Nam lần thứ 11. Sau nhiều lần kiểm duyệt và chỉnh sửa kịch bản, năm 1998, Nguyễn Thanh Vân thay đổi tính chất để Đời cát từ kịch bản truyền hình thành kịch bản điện ảnh. Bộ phim phát hành năm 1999 và giành được nhiều giải thưởng trong và ngoài nước, Nguyễn Thanh Vân cũng đạt giải Đạo diễn xuất sắc tại Liên hoan phim Việt Nam lần thứ 13. Trước đó phim điện ảnh thứ ba do ông đạo diễn là Khoảng vỡ đã gặp phải nhiều chỉ trích.
Từ năm 2000, Nguyễn Thanh Vân lập dự án phim mới với kịch bản được Nguyễn Quang Thiều chuyển thể từ truyện ngắn Người đàn bà trên chuyến tàu tốc hành của Nguyễn Minh Châu. Sau hai năm chỉnh sửa, kịch bản được dựng thành phim điện ảnh với tựa đề Người đàn bà mộng du và giành được những giải thưởng cao nhất tại Liên hoan phim Việt Nam lần thứ 14 và Giải Cánh diều 2003. Đời cát (1999) và Người đàn bà mộng du (2003) là hai bộ phim xuất sắc nhất của Thanh Vân khi mang về nhiều giải thưởng lớn nhở ở trong và ngoài nước. Bộ phim điện ảnh Trái tim bé bỏng phát hành năm 2007 giúp ông có được giải Đạo diễn xuất sắc tại Giải Cánh diều 2007. Ngoài phim điện ảnh, Nguyễn Thanh Vân còn nhận đạo diễn phim dài tập; năm 2010, ông giành giải Đạo diễn xuất sắc với phim truyền hình Lều chõng tại Giải Cánh diều 2009. Năm 2021, bộ phim điện ảnh Bình minh đỏ do ông và Trần Chí Thành đạo diễn đã thắng được 7 hạng mục tại Giải Cánh diều 2021, cùng Giải thưởng của Ban giám khảo tại Liên hoan phim Việt Nam lần thứ 22.
Vào nghề muộn, 30 tuổi mới đạo diễn bộ phim đầu tiên, sự nghiệp điện ảnh của Nguyễn Thanh Vân không nhiều nhưng ông là nhà làm phim hiếm hoi của Việt Nam thành công với hầu hết các dự án do ông thực hiện.
Từ tháng 7 năm 2012, ông giữ chức Phó giám đốc nghệ thuật tại Hãng phim truyện Việt Nam. Nguyễn Thanh Vân còn là Chủ tịch Hội đồng nghệ thuật kiêm giám đốc Hãng phim của Hội Điện ảnh.
Từ năm 2005, ngoài các tác phẩm trong biên chế Hãng phim truyện Việt, đạo diễn Thanh Vân còn bắt đầu tham gia sản xuất phim cho các hãng khác, chủ yếu là phim truyền hình. Ông cho rằng việc trông chờ kịch bản và sản xuất phim điện ảnh sẽ không thể khắc phục được khó khăn kinh tế mà những người làm phim gặp phải trong cuộc sống.

## Đời tư
Nguyễn Thanh Vân kết hôn với nữ đạo diễn điện ảnh Phạm Nhuệ Giang, là con gái của đạo diễn điện ảnh Phạm Văn Khoa, từng cùng học Đại học xây dựng sau đó chuyển sang học ngành điện ảnh, họ cùng tham gia sản xuất bộ phim Đứng trước biển của đạo diễn Trần Phương. Hai người kết hôn nhưng không có con.

## Giải thưởng

### Vinh danh
- Giải thưởng nhà nước (2007).[13]
- Nghệ sĩ nhân dân (2011).[14]

### Giải cá nhân
| Năm  | Sự kiện                            | Giải thưởng       | Hạng mục                                             | Chú thích |
| ---- | ---------------------------------- | ----------------- | ---------------------------------------------------- | --------- |
| 2000 | Giải Mai Vàng                      | Đạo diễn          | Phim điện ảnh - Phim truyền hình được yêu thích nhất |           |
| 2001 | Liên hoan phim Việt Nam lần thứ 13 | Đạo diễn xuất sắc | Hạng mục phim điện ảnh                               | [ 4 ]     |
| 2004 | Liên hoan phim Việt Nam lần thứ 14 | Đạo diễn xuất sắc | Hạng mục phim điện ảnh                               | [ 6 ]     |
| 2010 | Giải Cánh diều 2009                | Đạo diễn xuất sắc | Hạng mục phim truyền hình                            | [ 8 ]     |
| 2022 | Giải Cánh diều 2021                | Đạo diễn xuất sắc | Hạng mục phim điện ảnh                               | [ 9 ]     |

### Giải thưởng cho tác phẩm
| Năm  | Tựa đề                    | Kết quả                         | Sự kiện / Giải thưởng                                     | Ghi chú                 |
| ---- | ------------------------- | ------------------------------- | --------------------------------------------------------- | ----------------------- |
| 1993 | Chuyện tình trong ngõ hẹp | Khuyến khích                    | Giải thưởng Hội Điện ảnh Việt Nam 1992                    | Tự đề gốc: Ngõ đàn bà   |
| 1995 | Cây bạch đàn vô danh      | Giải B                          | Giải thưởng Hội Điện ảnh Việt Nam 1992                    |                         |
| 1996 | Cây bạch đàn vô danh      | Bông sen Bạc                    | Liên hoan phim Việt Nam, lần thứ XI                       |                         |
| 1996 | Cây bạch đàn vô danh      | Ngọn đuốc Đồng                  | Liên hoan phim quốc tế Các nước không liên kết            | Tổ chức tại Bình Nhưỡng |
| 2000 | Đời cát                   | Giải A                          | Giải thưởng Hội Điện ảnh Việt Nam 1999                    |                         |
| 2000 | Đời cát                   | Phim hay nhất                   | Liên hoan phim châu Á - Thái Bình Dương lần thứ 45        | Tổ chức tại Hà Nội      |
| 2001 | Đời cát                   | Bông sen Vàng                   | Liên hoan phim Việt Nam lần thứ XIII                      |                         |
| 2002 | Đời cát                   | Giải đặc biệt của Ban giám khảo | Liên hoan phim Amiens (Pháp) lần thứ 20                   | [ 15 ]                  |
| 2002 | Đời cát                   | Khách mời                       | Liên hoan Phim các nước sử dụng tiếng Pháp                | [ 15 ]                  |
| 2002 | Đời cát                   | Khen thưởng                     | Tổ chức Công giáo quốc tế về Điện ảnh và Nghe nhìn (OCIC) | [ 15 ]                  |
| 2004 | Người đàn bà mộng du      | Cánh diều Vàng                  | Giải Cánh diều 2003                                       |                         |
| 2004 | Người đàn bà mộng du      | Bông Sen Vàng                   | Liên hoan phim Việt Nam lần thứ 14                        |                         |
| 2004 | Người đàn bà mộng du      | Giải Đặc biệt của Ban giám khảo | Liên hoan phim châu Á - Thái Bình Dương lần thứ 49        |                         |
| 2008 | Trái tim bé bỏng          | Bằng khen của NETPAC            | Liên hoan phim Quốc tế Hawaii năm 2008                    |                         |
| 2008 | Trái tim bé bỏng          | Cánh diều bạc                   | Giải Cánh diều 2007                                       |                         |
| 2010 | Lều chõng                 | Cánh diều bạc                   | Giải Cánh diều 2009                                       |                         |
| 2010 | Những ông bố độc thân     | Khen thưởng                     | Giải Cánh diều 2009                                       |                         |
| 2022 | Bình minh đỏ              | Giải thưởng ban giám khảo       | Liên hoan phim Việt Nam lần thứ XXII                      | Tại thành phố Huế       |
| 2022 | Bình minh đỏ              | Cánh diều Bạc                   | Giải Cánh diều 2021                                       |                         |

## Tác phẩm

### Điện ảnh
| Năm  | Phim                      | Vai trò                        | Chú thích           |
| ---- | ------------------------- | ------------------------------ | ------------------- |
| 1989 | Tướng về hưu              | Phó đạo diễn                   | [ 5 ]               |
| 1990 | Đêm hội Long Trì          | Phó đạo diễn                   | [ 5 ]               |
| 1990 | Kiếp phù du               | Phó đạo diễn                   | [ 5 ]               |
| 1992 | Chuyện tình trong ngõ hẹp | Đạo diễn                       | Ngõ đàn bà          |
| 1994 | Cây bạch đàn vô danh      | Đạo diễn                       |                     |
| 1996 | Bỏ trốn                   | Phó đạo diễn                   | [ 5 ]               |
| 1998 | Khoảng vỡ                 | Đạo diễn                       |                     |
| 1999 | Đời cát                   | Đạo diễn                       |                     |
| 2001 | Thung lũng hoang vắng     | Phó đạo diễn                   | [ 5 ]               |
| 2003 | Người đàn bà mộng du      | Đạo diễn                       |                     |
| 2007 | Trái tim bé bỏng          | Đạo diễn                       |                     |
| 2011 | Tâm hồn mẹ                | Đồng Giám đốc sản xuất         | [ 5 ]               |
| 2013 | Lạc lối                   | Đồng Giám đốc sản xuất         | [ 5 ]               |
| 2014 | Sống cùng lịch sử         | Đạo diễn                       |                     |
| 2015 | Thầu Chín ở Xiêm          | Giám đốc sản xuất              |                     |
| 2021 | Bình minh đỏ              | Đồng đạo diễn                  | cùng Trần Chí Thành |
| 2024 | Mưa đỏ                    | Cố vấn sản xuất kiêm diễn viên | (đang sản xuất)     |

### Dài tập / Truyền hình
| Năm  | Tựa đề                | Sản xuất     | Ghi chú              |
| ---- | --------------------- | ------------ | -------------------- |
| 1996 | Vết trói              |              |                      |
| 2005 | Một thời đã sống      | TFS          | [ 16 ]               |
| 2007 | Làng ven đô           |              | Biên kịch            |
| 2008 | Tuổi yêu              | Sao thế giới | [ 17 ]               |
| 2010 | Lều chõng             | TFS          |                      |
| 2010 | Cocktail cho tình yêu | Đông A       |                      |
| 2010 | Những ông bố độc thân | Công ty M&T  |                      |
| 2012 | Huyền thoại 1C        |              |                      |
| 2013 | Trò đời               | VTV          | Vai trò nhà sản xuất |